# Serginho (Fußballspieler, 2001)
Sérgio Pereira Andrade (* 29. Januar 2001 in Lissabon, Portugal) ist ein kapverdisch-portugiesischer Fußballspieler.
Er ist ein rechter Außenstürmer, der auch auf der linken Außenbahn eingesetzt werden kann, und spielt seit 2023 in Dänemark bei Viborg FF. Zudem ist der kapverdisch-portugiesische Doppelstaatsbürger Serginho auch Nationalspieler Kap Verdes.

## Karriere im Vereinsfußball

### Estoril Praia und UD Oliveirense (bis 2023)
Der in Portugal geborene sowie aufgewachsene Serginho, der in seiner Jugend für Belenenses Lissabon, für SG Sacavenense und für Benfica Lissabon gespielt hatte, kam in den U23-Mannschaften Benficas sowie von GD Estoril Praia zum Einsatz, ehe er am 19. August 2022 beim 2:2 in der ersten portugiesischen Liga gegen Rio Ave sein Pflichtspieldebüt für die Profimannschaft gab. Am 6. November 2022 gelang ihm bei der 1:5-Niederlage gegen Benfica Lissabon in der Nachspielzeit das einzige Tor seiner Mannschaft.
Im Wintertransferperiode der Saison 2022/23 folgte eine Leihe zum Zweitligisten UD Oliveirense. Dort etablierte sich Serginho als Stammspieler auf der Position des linken Außenstürmers, wobei er auch auf der rechten Außenbahn eingesetzt wurde. Er bereitete drei Tore vor und schoss zwei Tore selbst.

### Viborg FF (seit 2023)
Ende Juli 2023 wechselte Serginho nach Dänemark zum Erstligisten Viborg FF, wo er einen Vertrag bis Sommer 2026 unterschrieb. Sein erstes Spiel für seinen neuen Verein war der 2:1-Sieg im Auswärtsspiel bei Odense BK am 7. August 2023. In der regulären Saison war Serginho regelmäßig zum Einsatz gekommen, war aber nicht immer erste Wahl, in der Abstiegsrunde hingegen war Stammspieler, wobei er hierbei zumeist als rechter Außenstürmer eingesetzt wurde. Als Tabellenzweiter in der Abstiegsrunde gelang Viborg FF der Klassenerhalt. Serginho hatte in der regulären Saison zwei Tore vorbereitet und ein Tor selbst erzielt, in der Abstiegsrunde gelangen ihm fünf Vorlagen. In der darauffolgenden Saison war er Leistungsträger, wobei er in der  regulären Saison zwischenzeitlich wegen einer Verletzung ausgebremst wurde. In der Regel als rechter Außenstürmer eingesetzt, hatte er in der regulären Saison 13 Tore vorbereitet und drei Treffer selbst erzielt, in der Abstiegsrunde bereitete er einen Treffer vor und erzielte zwei Tore selbst.

## Nationalmannschaft
Serginho gab im Oktober 2023 beim Freundschaftsspiel gegen die Komoren sein Debüt für die Nationalmannschaft Kap Verdes.